# 9749 Van den Eijnde
9749 Van den Eijnde este un asteroid din centura principală de asteroizi.

## Descriere
9749 Van den Eijnde este un asteroid din centura principală de asteroizi. A fost descoperit pe 3 aprilie 1989 la Observatorul La Silla de Eric Walter Elst. Asteroidul prezintă o orbită caracterizată de o semiaxă mare de 2,45 ua, o excentricitate de 0,13 și o înclinație de 2,8° în raport cu ecliptica.